# 查格雷斯區
查格雷斯區（西班牙語：Distrito de Chagres），是巴拿馬的一個行政區，位於該國中部，由科隆省負責管轄，始建於1855年，面積445.4平方公里，2010年人口10,003，人口密度每平方公里22.46人。
9°15′N 80°40′W / 9.250°N 80.667°W